# اسبيردون أبو الروس
اسبيردون أبو الروسو (1892 - 1965)، هو طبيب لبناني شغل منصب وزير المعارف والصحة، ورئيس لجان الإسعاف والطورئ.
ولد اسبيردون أبو الروس في جميزة بيروت سنة 1892م، درس بالجامعة الانجيلية بالعاصمة التي حملت اسم الجامعة الأمريكية لاحقا، وتخرج بشهادت الطب العام سنة 1925م، تولى حقيبة المعارف والصحة، في الوزارة الثالثة بعهد الرئيس شارل دباس سنة 1928م، ثم ترأس الإسعاف والطوارئ في نفس العام، وعضو في جمعية الأطباء سنة 1948م، عضو ومنسق جمعية التربية والمعلم 1940م، في حين انه توفي في بيروت سنة 1965م.